# Nachal Pachat
Nachal Pachat (hebrejsky: נחל פחת) je vádí v severním Izraeli, v Charodském údolí.
Začíná v nadmořské výšce přes 50 metrů na jižních svazích náhorní planiny Ramat Cva'im, jež je jižní výspou vysočiny Ramot Jisachar. Vádí směřuje k jihu a sestupuje do zemědělsky využívaného Charodského údolí, kde míjí ze západu vesnici Sde Nachum, u které zprava ústí do vádí Nachal Nachum.